# 김백문
김백문(金百文, 1917~90)은 평양 일대의 신령파로 꼽히던 김성도라는 여성의 영향을 받아 "선악과는 하와의 육체적 정조"를 뜻하고 뱀의 피를 받아 번식한 것이 인류역사이기에 원죄란 음란이다"라는 교리를 세웠다. 그는 "이스라엘 수도원"을 설립해서 활동했으며 박태선, 문선명 등에 영향을 미쳤다.

## 종교 활동
- 원산 예수교회를 설립한 백남주의 제자였던 김백문은 백남주를 따라 김성도의 새주파에 들어갔다. 김백문은 새주파에서 설교를 하기도 했고 새주파의 성주교 창립예배 때 사회를 맡기도 했다.
- 1940년대 백남주를 떠나 독자노선의 길을 걸었고 서울과 경기도 일원의 신비주의파(신령파) 신도를 모아 이스라엘 수도원을 세웠다.
- 김백문은 《성신신학》, 《기독교 근본원리》, 《신앙 인격론》을 저술했다.

## 김백문과 문선명
- 1945년 문선명은 김백문을 찾아가 6개월간 교육을 받았다.[3]
- 김백문의 《기독교 근본원리》와 문선명의 《원리강론》은 개념이 비슷하여 문선명이 김백문의 교리를 따라 했다는 의혹이 있다. 통일교측은 사실과 다르다는 입장이다.[4]
- 《원리원본(문선명의 첫 저서)》(1952년 발행)은 한국 기독교 계열의 신비주의적 이단 사이비 종교 단제의 모든 이론을 집대성한 김백문의 저작 《기독교 근본원리》[5][6]를 문선명이 표절했다는 증언이 있다. 문선명은 김백문이 1952년 부산 동래에서 피난 중 집필하던 원고 '타락, 복귀원리'를 보고 원고교정을 봐 드리겠다고 가지고 가서 6개월 이상 가져오지 않는 소동을 일으키기도 하였다.[7]

《기독교 근본원리》의 '타락원리'는 《원리원본》,《원리강론》의 '타락론'과 매우 유사할 뿐만 아니라 상세하다. 또 '체휼(体恤)'의 오용 등 공통의 실수가 있기 때문에 《원리원본》,《원리강론》이 표절했을 가능성이 높다고 생각된다.

## 참조
1. ↑  중앙일보
2. ↑  “선악과를 '성적 타락'으로 본다…이단 원조는 '신령파' 김성도”. 《중앙일보》. 2020년 4월 3일.
3. ↑  “한국 개신교 이단의 발생과 교리 특징”. 《안디옥 신학교 대학원》.
4. ↑  “심층 리포트 한국의 메시아들,하나님들”. 《신동아》. 2014년6월.
5. ↑  김백문의 기독교근본원리 연재 1
6. ↑  1946년 3월 2일 기초, 1958년 3월 2일 발행
7. ↑  교회와 믿음amennews.com
8. ↑  萩原遼著「淫教のメシヤ・文鮮明伝」P119